# Медіатека

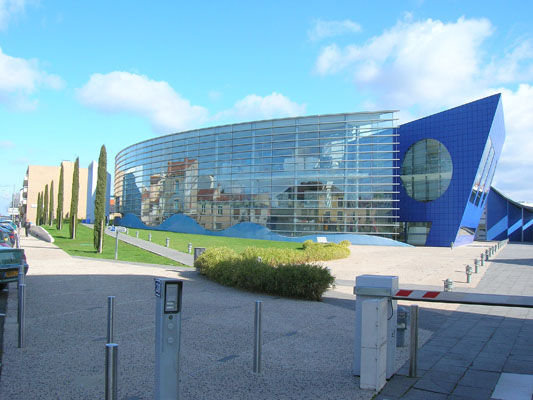
Медіатека в Роанні, Франція

Медіатека (від англ. media «носій» та дав.-гр. θήκη «місце зберігання»)— це установа, що функціонує як бібліотека, яка містить не лише паперові та електронні книги, газети та журнали, але і мультимедійні матеріали, такі як відео (фільми, документальні фільми) та звукозаписи (музика, аудіокниги).
Стандарт ISO 5127:2017, який діє в Україні з 2019 року, описує цифрову бібліотеку як бібліотеку, що надає сервіси, пов’язані з цифровими ресурсами, або ті аспекти сервісів бібліотеки, які мають великий цифровий компонент.

## Історія
Перші медіатеки з’явилися на межі XX і XXI століть у Франції. У французьких бібліотеках вперше з’явилася посада «медіатекар». Медіатеки набули популярності в багатьох країнах світу: їх відкривають у країнах ЄС, США, Канаді, Грузії, Україні.

## В Україні
В Україні спостерігається тенденція перетворення старих бібліотек на медіатеки, відкриття медіатек як частини інклюзивної освіти та їх відкриття як окремих структур. 
Один із прикладів — «Перша Львівська Медіатека», відкрита у Львові 2014 року за сприйняття Львівської міської ради, німецького товариства міжнародного співробітництва GIZ і програми «Бібліоміст».
Відкриттю медіатек як частини інклюзивної освіти в Україні сприяв Благодійний фонд Петра Порошенка у межах програми «Інклюзивна освіта – рівень свідомості нації»: так, наприклад, були відкриті медіатеки в селищі Балабине на Запоріжжі та селищі Десна на Чернігівщині.